# Folkton-Trommeln
Die Folkton-Trommeln (englisch Folkton drums) wurden 1889 von William Greenwell (1820–1918) in einem ovalen Kindergrab auf der Folkton Wold, südlich von Folkton in East Yorkshire in England, in einem spätneolithischen Rundhügel (Folkton Barrow) mit zwei Ringgräben gefunden. Der Grabhügel war bei der Ausgrabung weniger als einen Meter hoch.

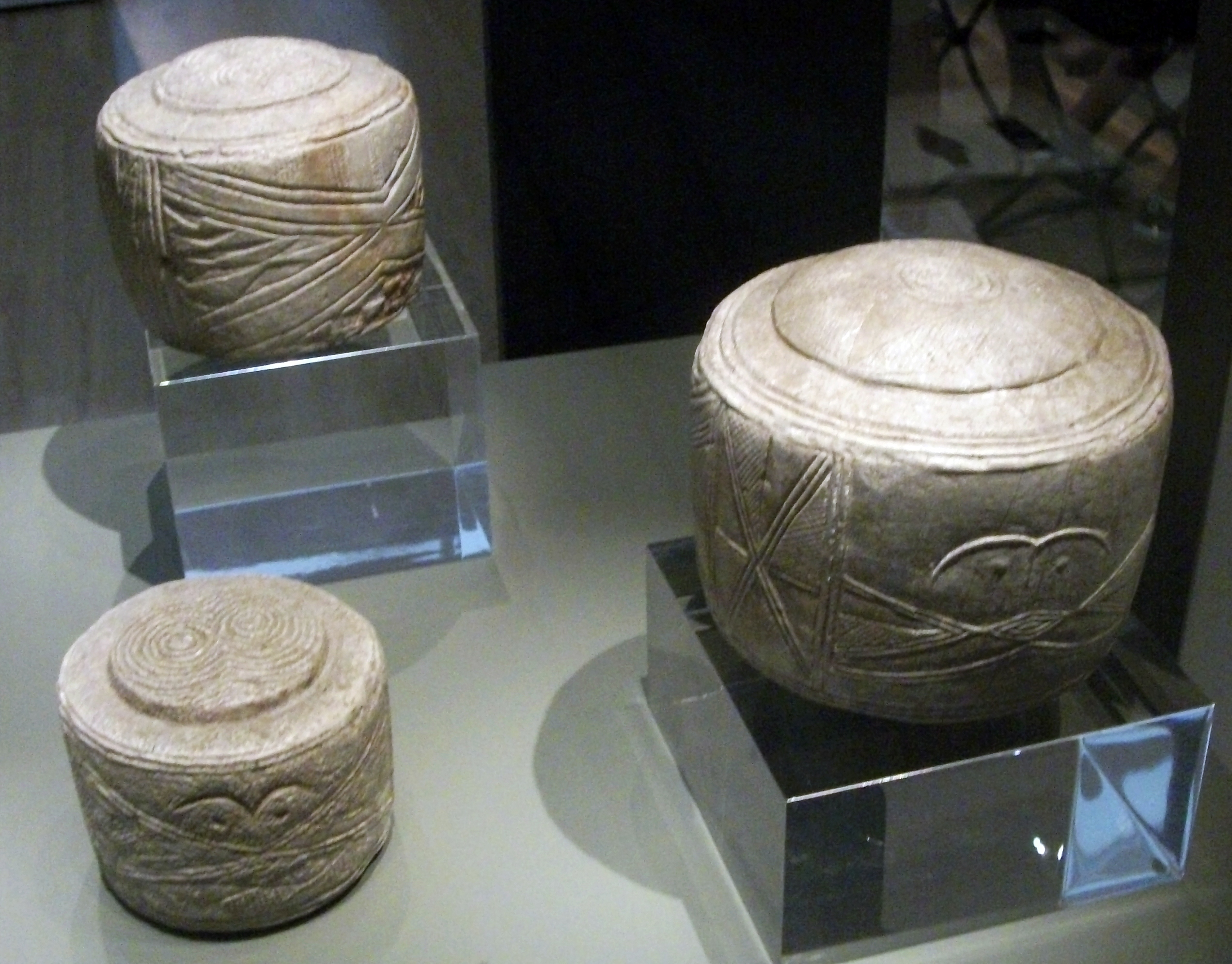
Folkton-Trommeln

## Beschreibung
Der Fund besteht aus drei kleinen zylindrischen Kalksteinobjekten in der Form von Trommeln mit Durchmessern von 14,6 sowie 12,7 und 10,2 cm und Höhen von 11,8 sowie 10,5 und 8,6 cm. Die Verwendung von „Magnesium-Kalkstein“ (englisch magnesian limestone) statt der ursprünglich publizierten Kreide würde bedeuten, dass sie mindestens aus einer Entfernung von etwa 70 km, in der Nähe von Ripon im County Durham stammen, wo die nächsten Aufschlüsse des Kalksteins liegen. Es würde auch ein höheres Niveau der Ritzungen implizieren, da Magne Kalkstein wesentlich härter ist als Kreide. Die Oberseiten der Trommeln scheinen Deckel zu bilden.

## Dekoration
Die Seiten sind mit Linien und Winkeln dekoriert sowie mit Formen, die als menschliche Gesichter interpretiert werden. Der Boden ist unverziert. Die Technik stammt eventuell von entsprechend verzierten Holzobjekten, die nicht erhalten blieben. Die Dekoration ist in Paneelen angeordnet. Stilisierte eulenartige Gesichter sind auf zweien der Trommeln zu erkennen. Die Bedeutung der Verzierung ist unbekannt, aber sie ähnelt derjenigen, die auf spätneolithischer Grooved Ware gefunden wird. Die stilisierten Gesichter erinnern an iberische Vorbilder. Die geometrischen Muster erinnern auch an frühbronzezeitliche Goldplatten, die in derselben Weise geschmückt sind. Obwohl die Objekte in Yorkshire gefunden wurden, sind sie ein Beispiel für die Kunst des Spätneolithikums und der frühen Bronzezeit, wie sie auch die Clandon-Barrow-Raute zeigt, vor allem aber in der mehrere hundert Meilen entfernten Wessex-Kultur anzutreffen ist.

Folkton-Trommeln
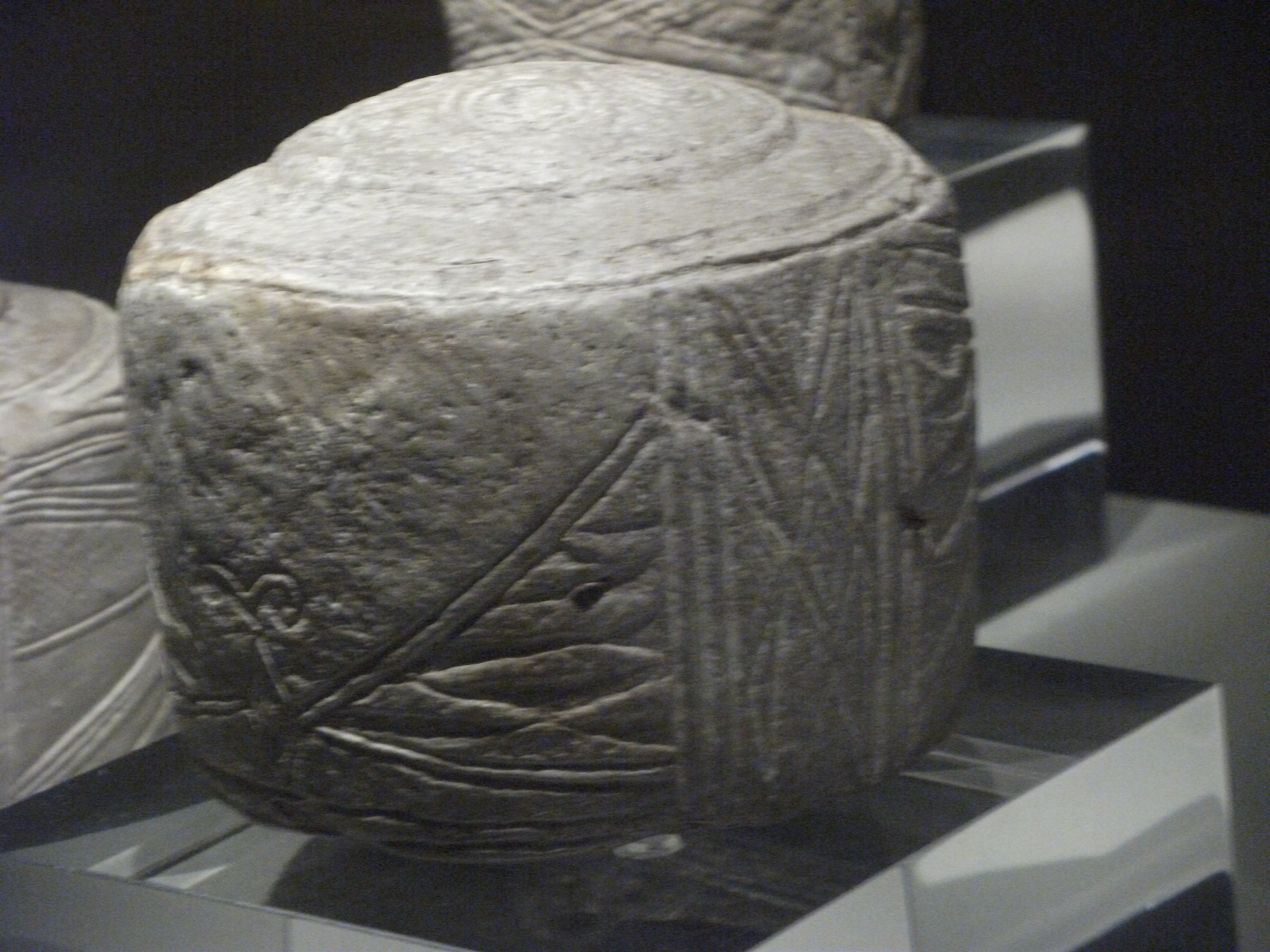
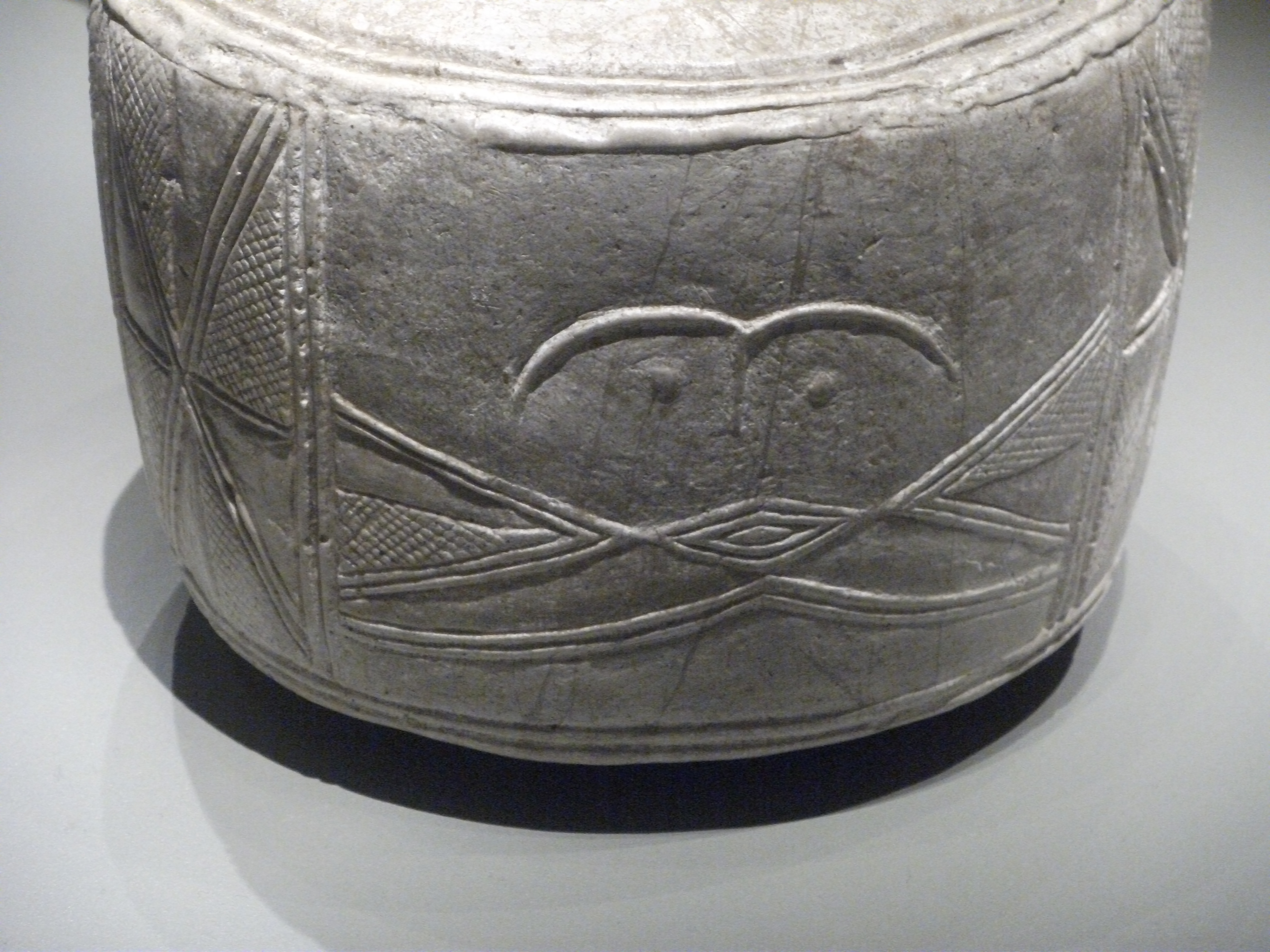
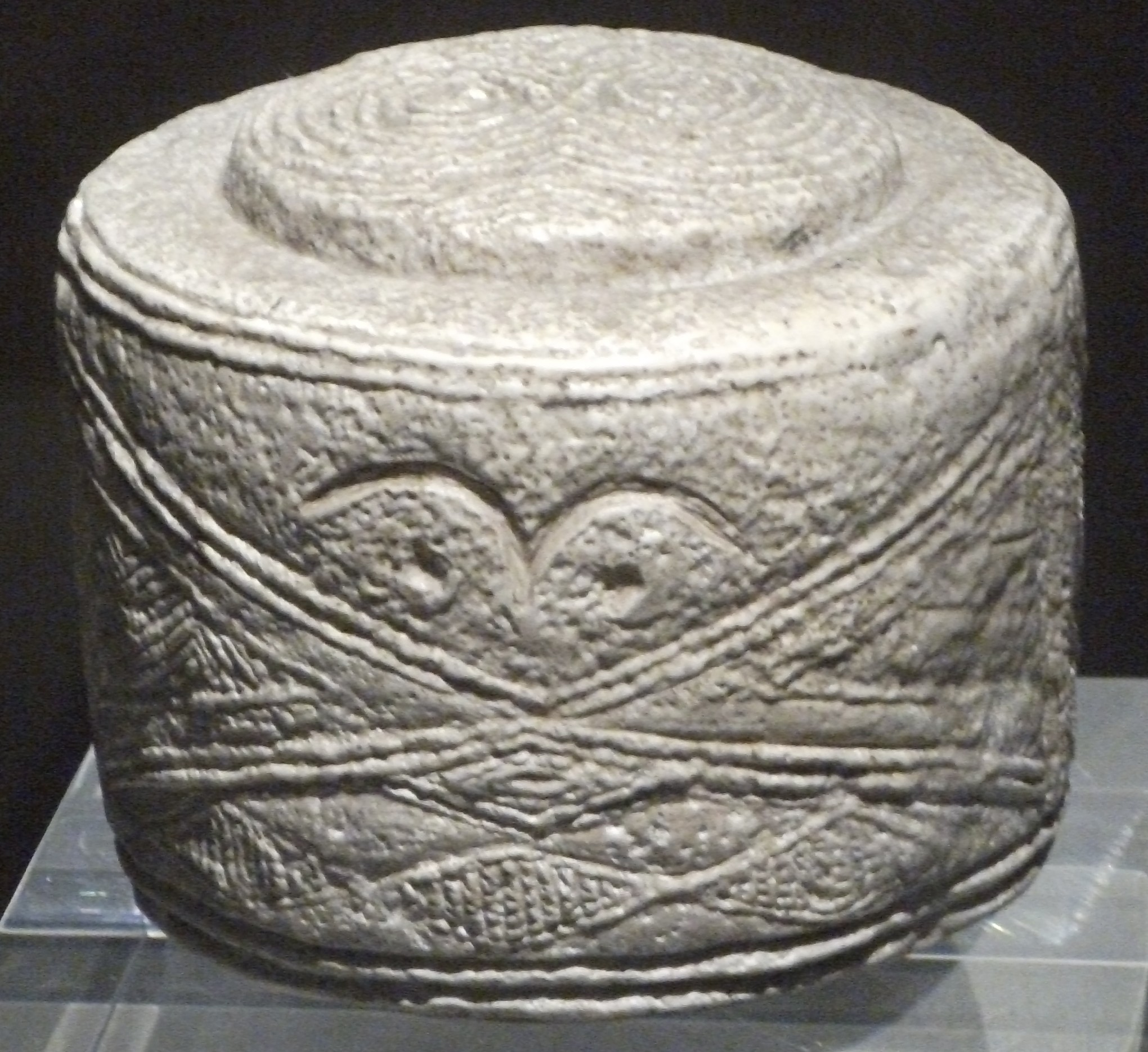